# Cathy Lugner
Catherine „Cathy“ Schmitz, geschiedene Lugner (* 6. Dezember 1989 in Wittlich, Rheinland-Pfalz) ist ein deutsches ehemaliges Fotomodell und eine Fernsehdarstellerin.

## Werdegang
Nach der Mittleren Reife an der Dualen Oberschule in Wittlich absolvierte Lugner in Trier eine Ausbildung zur Gesundheits- und Krankenpflegerin. Sie arbeitete kurzzeitig auf der Intensivstation des Wittlicher Krankenhauses, in der Altenpflege sowie als sogenanntes Bunny im Playboy-Club Cologne.
In der Novemberausgabe 2013 des deutschen Playboys war sie eine der „Schönsten Krankenschwestern Deutschlands“. Ab Januar 2014 spielte sie die Victoria Baumann in der fünften Staffel der Pseudo-Doku X-Diaries.
Im September 2016 nahm Lugner als Kandidatin an der Reality-Show Promi Big Brother teil. Sie wurde von den Zuschauern auf den zweiten Platz unter zwölf Teilnehmern gewählt.

## Privates
Lugner hat eine ältere Schwester und eine Tochter (* 2008). Am 13. September 2014 heiratete sie den 57 Jahre älteren ehemaligen österreichischen Bauunternehmer und Projektentwickler Richard Lugner im Schloss Schönbrunn in Wien.
Nach zwei Jahren Ehe ließ sich das Paar am 30. November 2016 scheiden. 2019 zog Lugner von Düsseldorf nach Berlin.

## Filmografie und Fernsehauftritte
- seit 2014: Die Lugners
- 2014: X-Diaries, Staffel 5
- 2014: Lugner & Spatzi – Die ganz, ganz große Liebe, SAT.1-Reportage, Doku-Soap[14]
- 2015/2016: Lugner und Cathy – Der Millionär und das Bunny, Pseudo-Doku-Soap (RTL II)
- 2016: Promi Big Brother, Staffel 4
- 2018: Naked Attraction, Staffel 2, Folge 3
- 2021: Die Festspiele der Reality Stars – Wer ist die hellste Kerze?
- 2023: Forsthaus Rampensau